# Langley (Oklahoma)
Langley és un poble dels Estats Units a l'estat d'Oklahoma. Segons el cens del 2000 tenia 669 habitants.

## Demografia
Segons el cens del 2000, Langley tenia 669 habitants, 274 habitatges, i 187 famílies. La densitat de població era de 210 habitants per km².
Dels 274 habitatges en un 27% hi vivien nens de menys de 18 anys, en un 55,5% hi vivien parelles casades, en un 9,1% dones solteres, i en un 31,4% no eren unitats familiars. En el 27% dels habitatges hi vivien persones soles el 14,2% de les quals corresponia a persones de 65 anys o més que vivien soles. El nombre mitjà de persones vivint en cada habitatge era de 2,38 i el nombre mitjà de persones que vivien en cada família era de 2,88.
Per edats la població es repartia de la següent manera: un 22,7% tenia menys de 18 anys, un 7,9% entre 18 i 24, un 24,2% entre 25 i 44, un 26% de 45 a 60 i un 19,1% 65 anys o més.
L'edat mediana era de 41 anys. Per cada 100 dones de 18 o més anys hi havia 102,7 homes.
La renda mediana per habitatge era de 22.500 $ i la renda mediana per família de 26.250 $. Els homes tenien una renda mediana de 26.250 $ mentre que les dones 16.731 $. La renda per capita de la població era d'11.542 $. Entorn del 22,7% de les famílies i el 29,3% de la població estaven per davall del llindar de pobresa.

## Poblacions més properes
El següent diagrama mostra les poblacions més properes.